# Agalinis itambensis
Agalinis itambensis  là loài thực vật có hoa thuộc họ Cỏ chổi. Loài này được V.C.Souza & S.I.Elias mô tả khoa học đầu tiên năm 2001.